# 帆鰭足溝魚
帆鰭足溝魚為輻鰭魚綱鮋形目杜父魚亞目八角魚科的其中一種，為溫帶海水魚，分布於西北太平洋朝鮮半島、日本至聖彼得灣海域，棲息深度20-200公尺，體長可達50公分，棲息在泥底質底層水域，以甲殼類及蠕蟲為食，生活習性不明。

## 扩展阅读
維基物種上的相關：帆鰭足溝魚